# ウィスキー・オン・ザ・ロック

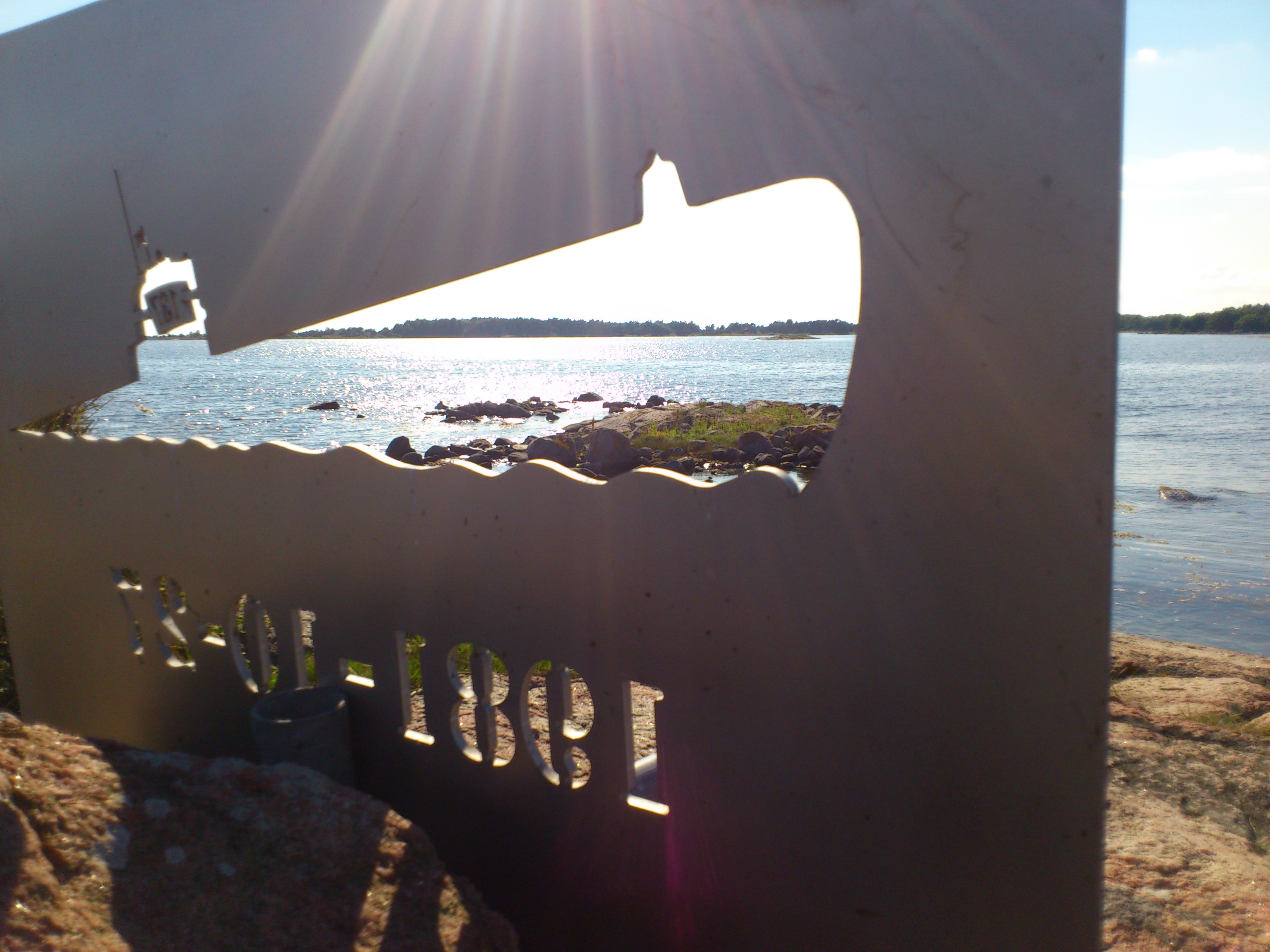
事故現場にある記念碑

ウィスキー・オン・ザ・ロック（英: Whiskey on the rocks）事件とは、ソ連海軍のバルチック艦隊に所属していたウィスキー級潜水艦（Whiskey class submarine, 613型潜水艦）U-137が、1981年10月27日にスウェーデンの領海内で座礁した事件。両国政府間の大きな政治的問題になった。

## 事故の概要

### 座礁
ソビエト連邦の通常動力型潜水艦（ディーゼル・エレクトリック方式）ウィスキー級（この名称はNATOコードネームで、ソ連ではプロイェークト613と呼称）は、ドイツのUボートの派生型であり、当初は沿岸警備潜水艦であったが、一部が誘導ミサイル潜水艦として改造されていた。
U-137（ソ連側呼称はS-363）はウィスキー級潜水艦の1隻で、バルチック艦隊に所属していた。1981年10月27日の夜、U-137は推進動力を充電する為に浮上し微速航行していた。この潜水艦は上層部から他国の領海を侵犯する作戦命令を受けていなかったが、ここから前代未聞の事故を起こすことになる。
艦長のピョートル・グージン（露: Pyotr Gushchin）少佐は配属されたばかりであったが、問題を引き起こしたのは当夜の操舵を任された航法士官である。彼は兵学校を卒業したばかりの新人で、経験不足であった。U-137はソ連沿岸を航行しているつもりだったが、彼が航法を誤って180キロメートルもずれた位置にあり、実際には意図せず隣国のスウェーデンの領海に侵入してスウェーデン沿岸を航行していた。艦橋の見張り員は潜水艦の左右に黒いものが見えると報告し、彼は油の帯であり問題ないと無視していたが、これはスウェーデン沿岸の岩礁であり、ついにそれに乗り上げてしまった。
朝になって、潜水艦が座礁したのはスウェーデン東岸のカールスクルーナからわずか10キロメートルの地点であることがわかった。しかもカールスクルーナにはスウェーデン海軍の基地があった。侵犯の原因こそ意図しない操船ミスであったが、座礁した位置が偶々とはいえ隣国の軍港の目の前であったため問題が深刻化した。スウェーデンはNATOに加盟していない中立国であったが、ソ連の友好国でもなかった。
この時期スウェーデンでは漁船の魚網が引き裂かれる事例が多数あり、ソ連潜水艦による領海侵犯が日常的に行われている証左とされていた。この事故もソ連が故意にスウェーデンの領海に侵入したあげく座礁したものと思われた。スウェーデン政府はU-137が領海を侵犯し軍港の目の前に座礁したのは当時スウェーデン海軍が行なっていた魚雷のテストを偵察するためであるとの見解を示した。

### 離礁
スウェーデン側は離礁のための曳船を差し向けたが、艦長はこれを拒否、副長のワシーリイ・ベセージン（露: Vasily Besedin）政治将校は、手榴弾をポケットに詰め込んで艦橋に仁王立ちし、スウェーデン側が乗艦しようというものなら自沈する覚悟であるとの意思表示をした。その一方でソ連側は航法ミスによる事故と説明し、領海侵犯の意図がなかったとして航海日誌を提出したが、却ってソ連潜水艦の粗末な航法ミスを世界に知らしめる事態となった。そのため、当該事故はオン・ザ・ロックとかけて「ウィスキー・オン・ザ・ロック（岩礁に乗り上げたウィスキー級潜水艦）」と揶揄されることになった。
さらに座礁の数日後には悪天候の中、ソ連海軍艦隊のいる付近から1隻の船が領海に侵入、一気に緊張が高まったが、これはドイツの穀物輸送船であることが判明した。
スウェーデンの沿岸警備隊に包囲されたU-137が解放されたのは、ソ瑞両国政府の合意が成立した11月6日のことであった。なお、スウェーデン国防調査局が、U-137に核兵器が搭載されている事実を掴もうとして放射性物質を測定したところ、艦内にウラン238と思われる反応があったが、確証を得られるまでには至らなかった。これはソ連当局がU-137に核兵器を搭載していると認めなかったからである。
ただし、後にベセージンはU-137に搭載されていた10発の魚雷のうち一部が核魚雷であったことを認めたという。また、艦長のグーシン少佐は事故後に解任され、地上勤務に左遷ののち除隊したという。